# Атанасиос Мастровасилис
Атанасиос (Танос) Мастровасилис (на гръцки: Αθανάσιος, Θάνος Μαστροβασίλης) е гръцки шахматист, гросмайстор от 2005 г.

## Биография
Роден е на 18 април 1979 година в Панорама, предградие на македонския град Солун, Гърция. Живее в Каламария.

### Шахматна кариера
През 2003 г. участва в мача „Гърция–Грузия“, представяйки се най-слабо от всички участници - едва 0,5 т. от 6 партии. През 2005 г. на 55-ото гръцко първенство поделя втората позиция с брат си Димитриос Мастровасилис. През 2004 г. участва на шахматната олимпиада в Калвия, като втора резерва в гръцкия отбор. Изиграва само две партии - победа срещу македонеца Влатко Богдановски и реми с чеха Петер Хаба. Гърция остава на 11-о място в крайното класиране. През 2008 г. спечелва гръцката отборна купа с отбора на „Е.С. Тесалоникис“.

## Турнирни резултати
- 2001 – Солун (2-6 м. зад Христос Баникас, заедно с Игор Миладинович, Крум Георгиев, Влатко Богдановски и Ванко Стаменков)
- 2002 – Нови Сад (2-3 м. на турнира от 8-а категория „Third Saturday GM“ с Никола Седлак, зад Димитриос Мастровасилис), Коринтос (2-5 м. зад Сергей Волков)
- 2003 – Атина (4 м. на „Акрополис“)
- 2004 – Атина (1 м. на „Акрополис“ след тайбрек, преди това в крайното класиране дели 1-4 м. с 6/9 т.)
- 2005 – Порто Карас (3 м. зад Олег Корнеев и Нормундс Миезис)